# IC 3111
IC 3111 — галактика типу Sab (компактна витягнута галактика) у сузір'ї Діва.
Цей об'єкт міститься в оригінальній редакції індексного каталогу.